# Ficus erinobotrya
Ficus erinobotrya är en mullbärsväxtart som beskrevs av Edred John Henry Corner. Ficus erinobotrya ingår i släktet fikonsläktet, och familjen mullbärsväxter. Inga underarter finns listade i Catalogue of Life.